# Клён (Калужская область)
Клён (Клен) — село в Хвастовичском районе Калужской области России. В составе сельского поселения «Посёлок Еленский».
Расположено у истока реки Клён (приток Вытебети).
| 2002 | 2010 |
| ---- | ---- |
| 103  | ↘24  |

## История
В 1775 году граф Яков Александрович Брюс продал село Клен Дмитриевское тож в Козельском уезде Дудинского стана Подымову Николаю Ивановичу.
В 1782 году при описании Калужского наместничества: село принадлежало Николаю Ивановичу Подымову. В 67 дворах проживало 193 души мужского и 215 женского пола; была деревянная церковь освящённая во имя мученика Дмитрия Солунского. На речке Вытебеть находилась мучная мельница «о трёх поставах». На речке Малая Еленка располагался винокуренный завод, там было 8 казанов. Вино отправляли даже в Москву.
В 1878 году была учреждена церковно-приходская школа.

## Достопримечательности
- Церковь во имя Великомученика Дмитрия Солунского здание не сохранилось[5].